# 挖耳勺

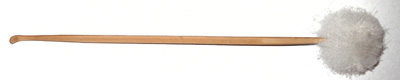
一支日式竹製耳勺

挖耳勺（ear pick）也叫掏耳勺（ear scoop）、耳勺（ear spoon）、挖耳、耳挖、耳刮、耳扒、掏耳棒、挖耳棒，是一種清除耳屎的长柄刮勺工具，也可用於單純搔癢，為掏耳服務的主要工具之一。多為竹製或金屬製，也有塑料、象牙、金銀一類貴金屬和玉石製品。唐朝宰相杜悰曾謂其為“鐵了事”。

## 用法
手執挖耳勺進入耳道，掏出附在耳道上的耳屎。如果在開始時挖耳勺就接觸到耳壁，有可能把勺外的耳屎反而更推向內耳。應在挖耳勺進入內部後再向外掏。挖耳朵既可以自己動手，也可以委託他人幫忙：被挖耳朵者多躺在挖耳朵者膝蓋上。此多可見於親子、戀人之間。
有些耳勺另一端附有鵝毛，可在挖完耳朵後用來清理耳中碎屑。

### 替代
外耳一帶的淺顯部位，有耳屎或發癢時，有時可以用小指和指甲來除掉耳屎並搔癢。也有以類似的細長物件棉花棒、牙籤、釘子等臨時代替耳勺。但棉花棒之外，指甲等物件可能較鋒利，會有損傷耳道乃至耳膜的可能。

## 種類

### 传统型
- 勺型：這也是最常見和傳統的類型。勺部長2-5 毫米 。

### 变异型
- 線圈（螺旋）型：由多个小、彎曲的半螺旋線構成。利用螺旋線的間隔刮去耳垢。這種耳勺不適合掏濕性耳垢。
- 圓盤形 ：一般是三個圓盤，利用圓盤間的空隙刮取耳屎。
- 發光型：本身為反光材質或附有光源，有助於看清耳道內部。

另外，日本有人發明了可視性挖耳勺，可以自己一邊看一邊挖。

## 使用須知
使用耳勺挖耳朵時有可能因用力把握不好、視線不清等原因傷及耳膜和聽小骨。耳道受傷等將導致外耳炎、耳疖、中耳炎。

## 歷史文化
耳勺多在東亞文化圈使用，或與東亞人的乾性耳垢有關。 在中國、日本、越南、孟加拉等亞洲國家更有以掏耳為招牌的服務業。
在前13世紀中國商朝的婦好墓裏面，即已出土了當時的玉製挖耳勺。此之後時代的塔克西拉文化 、古希臘-古羅馬的考古發現中，都有耳勺出土。
江西曾出土三国时代東吳人所用的金質耳勺。此後歐洲也有銀質等貴金屬製成的耳勺。
關於挖耳朵的俗語，有「挖耳當招」一詞。出自明朝小說《醒世恒言》，意為把別人挖耳朵當成對自己打招呼。

## 傳統製作工藝
現在台灣仍有手工製作耳扒的作坊和工廠。從選竹材、原材料加工，到刀削成型，多靠手工完成。耳扒在另一端綁的鵝毛，也要經篩選去油等工藝。台灣的製品很多銷往日本，爲了提高生產效率，也有製作者改良部份機械。